# Ausfüttern
Ausfüttern (auch Auswattieren) ist ein Vorbereitungsverfahren von Speisen und Gerichten in der Küche.
Beim Ausfüttern füllt man kalte Massen mit einem Spritzbeutel in Formen. Ein Beispiel dafür ist in der Kalten Küche die Vorbereitung von Schaustücken, bei denen das gesäuberte Knochengerüst ausgefüllt wird (zum Beispiel Rehrücken, Geflügel).